# Liechtensteiner Cup 2005/06
Der Liechtensteiner Cup 2005/06 war die 61. Auflage des Fussballpokalwettbewerbs der Herren und wurde zwischen dem 13. September 2005 und dem 17. April 2006 ausgespielt. Der FC Vaduz konnte seinen im Vorjahr gewonnenen Titel erfolgreich verteidigen und qualifizierte sich damit für den UEFA-Pokal 2006/07.

## Teilnehmende Mannschaften
Folgende 16 Mannschaften nahmen am Liechtensteiner Cup teil:
| - FC Schaan - FC Schaan II - FC Schaan Azz. - FC Vaduz - FC Vaduz II - FC Vaduz III - FC Balzers - FC Balzers II | - USV Eschen-Mauren - USV Eschen-Mauren II - FC Ruggell - FC Ruggell II - FC Triesen - FC Triesen Esp. - FC Triesenberg - FC Triesenberg II |

## Spielplan

### Achtelfinale
Die Achtelfinalbegegnungen fanden am 13. und 14. September 2005 statt.
| Datum                 |                   | Ergebnis  |                      |
| --------------------- | ----------------- | --------- | -------------------- |
| 13.09.2005, 19:30 Uhr | FC Vaduz III      | 2:3 n. V. | USV Eschen-Mauren II |
| 13.09.2005, 20:00 Uhr | FC Schaan II      | 3:4 n. V. | FC Ruggell           |
| 13.09.2005, 20:00 Uhr | FC Balzers II     | 2:0       | FC Triesenberg       |
| 14.09.2005, 19:30 Uhr | FC Schaan Azz.    | 00:12     | FC Vaduz             |
| 14.09.2005, 19:30 Uhr | FC Triesen Esp.   | 0:9       | FC Balzers           |
| 14.09.2005, 20:00 Uhr | FC Vaduz II       | 0:3       | FC Triesen           |
| 14.09.2005, 20:00 Uhr | FC Triesenberg II | 2:0       | USV Eschen-Mauren    |
| 14.09.2005, 20:00 Uhr | FC Ruggell II     | 0:3       | FC Schaan            |

### Viertelfinale
Die Viertelfinalbegegnungen fanden am 18. und 19. Oktober 2005 statt.
| Datum                 |                      | Ergebnis |                   |
| --------------------- | -------------------- | -------- | ----------------- |
| 18.10.2005, 19:30 Uhr | FC Schaan            | 1:2      | FC Balzers        |
| 18.10.2005, 20:00 Uhr | FC Triesen           | 0:4      | USV Eschen-Mauren |
| 19.10.2005, 20:00 Uhr | USV Eschen-Mauren II | 1:2      | FC Ruggell        |
| 19.10.2005, 20:00 Uhr | FC Balzers II        | 00:12    | FC Vaduz          |

### Halbfinale
Die Halbfinalbegegnungen fanden am 8. und 9. November 2005 statt.
| Datum                 |                   | Ergebnis |            |
| --------------------- | ----------------- | -------- | ---------- |
| 08.11.2005, 20:00 Uhr | FC Ruggell        | 1:2      | FC Balzers |
| 09.11.2005, 19:30 Uhr | USV Eschen-Mauren | 1:3      | FC Vaduz   |

### Finale
Das Finale wurde am 17. April 2006 im Rheinpark Stadion Vaduz ausgetragen.
| Datum                 |          | Ergebnis  |            |
| --------------------- | -------- | --------- | ---------- |
| 17.04.2006, 17:00 Uhr | FC Vaduz | 4:2 n. V. | FC Balzers |